# Kamran Ağayev
Kamran Ağayev (Dəvəçi, 9 febbraio 1986) è un ex calciatore azero, di ruolo portiere.

## Carriera

### Club
Ha giocato nella massima serie azera con le maglie di Turan, Xəzər Lənkəran e Baku.

### Nazionale
Dal 2008, anno di debutto in nazionale, al 2018, è un componente fisso della squadra che rappresenta il proprio paese.

## Palmarès

### Club

#### Competizioni nazionali
- Campionato azero: 1

Xəzər-Lənkəran: 2006-2007
- Coppa d'Azerbaigian: 3

Xəzər-Lənkəran: 2006-2007, 2007-2008, 2010-2011